# صحة طلاب الكلية

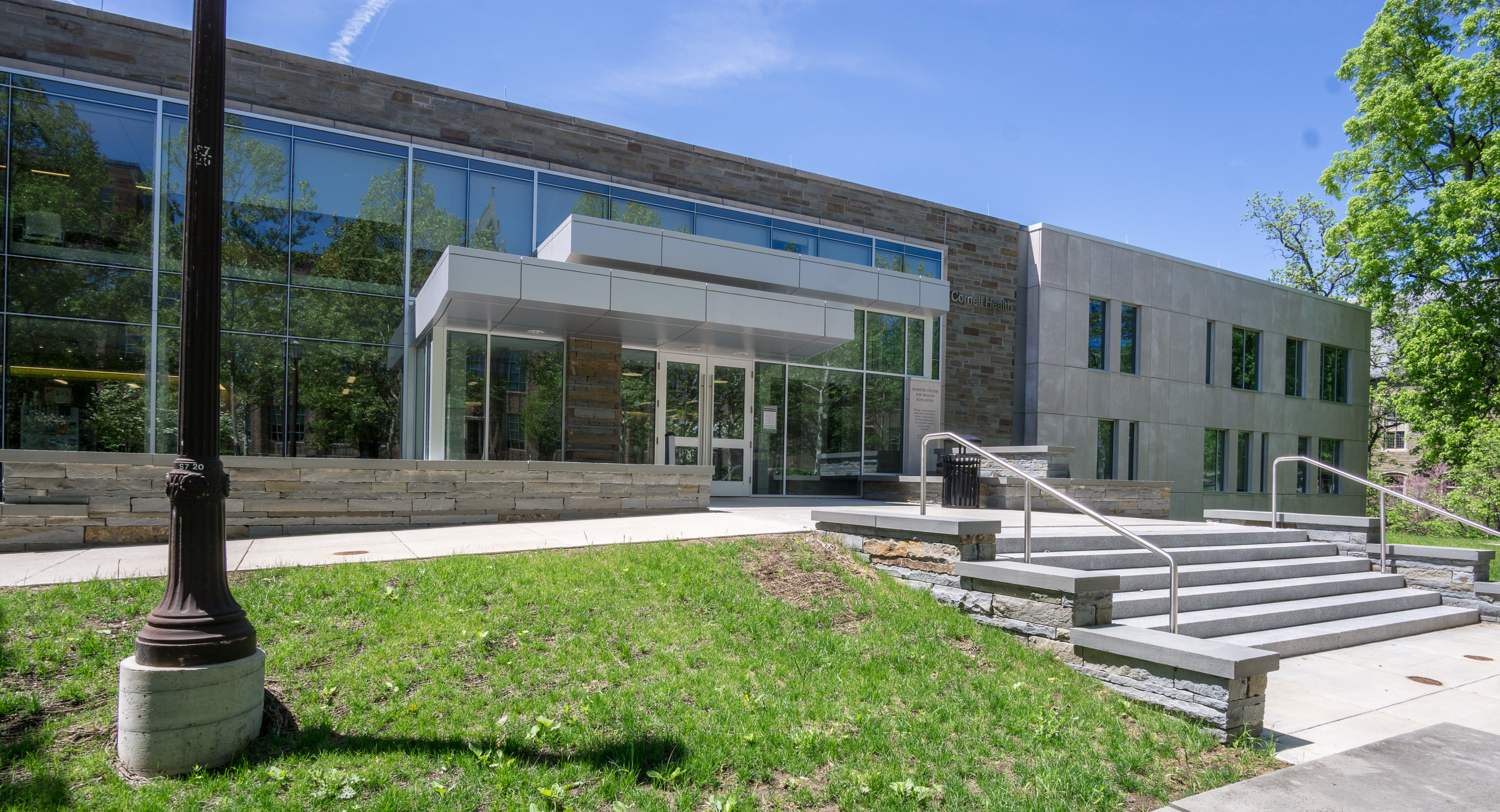
مركز سكوترون للمبادرات الصحية في جامعة كورنل

والصحة الكلية هي نتيجة مرغوبة خلقتها مجموعة من الخدمات والبرامج والسياسات الموجهة نحو النهوض بصحة ورفاه الأفراد الملتحقين بمؤسسة للتعليم العالي، مع معالجة وتحسين صحة السكان وصحة المجتمع. ويطبق العديد من الكليات والجامعات في جميع أنحاء العالم كلا من تعزيز الصحة والرعاية الصحية كعمليتين لتحقيق مؤشرات الأداء الرئيسية في مجال صحة الكلية. وتتراوح خدمات الرعاية الصحية المتنوعة التي تقدمها أي مؤسسة من مراكز الإسعافات الأولية التي تستخدم ممرضة واحدة إلى عيادات كبيرة معتمدة ومتعددة التخصصات للرعاية الصحية الإسكافية تضم مئات الموظفين. وتتطلب هذه الخدمات والبرامج والسياسات فريقا متعدد التخصصات، وتشمل خدمات الرعاية الصحية وحدها الأطباء ومساعدي الأطباء.
ولتحقيق صحة الكلية باستمرار، تشارك مؤسسات عديدة في كل من عملية الرعاية الصحية وعملية تعزيز الصحة. ويشار إلى النهوض بصحة الطلاب من خلال الدعم التعليمي والسياسي والتنظيمي والتنظيمي باسم تعزيز الصحة في التعليم العالي. وكما هو الحال في عصر الصحة العامة الحالي، فإن تعزيز الصحة يذهب إلى ما هو أبعد من التأثيرات السلوكية البيولوجية باستخدام نهج البيئات، حيث تشمل البيئات: الصحة المدرسية، والصحة المؤسسية/المجتمعية، ومواقع العمل. والرابطة الأمريكية لصحة الكليات هي هيئة وطنية واحدة في الولايات تقدم مبادئ توجيهية قابلة للقياس لتحسين نوعية الخدمات والبرامج والسياسات. وهناك هيئة وطنية أخرى في مجال صحة الكلية، وهي مؤسسة EMS التابعة للكلية الوطنية (NCEMSF)، وهي مؤسسة مكرسة لهذا الغرض.
وكثيرا ما تتطلب المستويات المتزايدة باستمرار من صحة الكلية إدارة بيئية شاملة، وتنسيق الموارد، والمساءلة المؤسسية عن معالجة الآثار الصحية السلبية الناجمة عن اضطرابات تعاطي الكحول وغيرها من إساءة استعمال المخدرات، والأمراض العقلية مثل الاكتئاب واضطرابات القلق العامة، والاعتداء الجنسي والتمييز من بين أمور أخرى. وضع استراتيجيات ابتكارية لمعالجة العوامل السلوكية المحددة للصحة لدى طلاب ما بعد المرحلة الثانوية

## الاهتمامات الصحية المشتركة لطلاب الكلية والجامعة

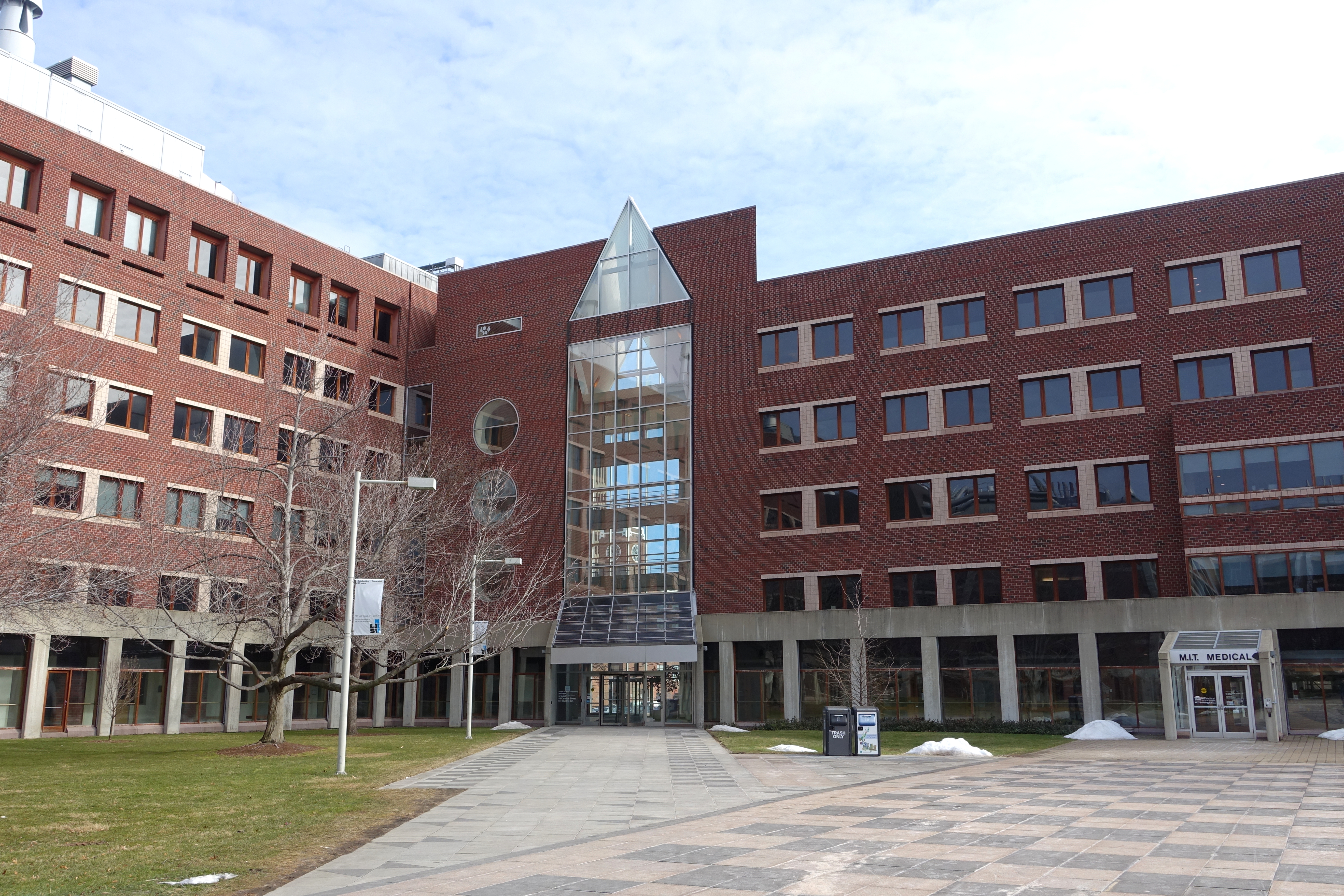
يضم المبنى E23 (يمين) في معهد ماساتشوستس للتكنولوجيا خدماته الصحية.

### الاستغاثة
ويتعلق أحد المؤشرات الرئيسية المشتركة لأداء الصحة في الكلية بالمستويات ومعالجة الإجهاد. الكرب هو نتيجة سلبية من تكيف الجسم مع التغيير. ويحتوي التعليم ما بعد الثانوي على الكرب والإثارة. وكثير من مؤسسات التعليم العالي لها سمعة كونها بيئات شديدة الإجهاد. وفي جميع أنحاء الكلية أو الجامعة، كثيرا ما يعاني الطلاب من توقعات متزايدة ذات صلة بالأكاديمية، فضلا عن ارتفاع مستوى المسؤولية العامة التي يمكن أن تؤثر سلبا على رفاه الطالب.[11]
وبالمثل، كثيرا ما يتوقع من الطلاب في مرحلة ما بعد الثانوية أن يوازنوا بين المسؤوليات الاجتماعية والمالية والشخصية والمهنية، مع الحفاظ على أداء أكاديمي قوي. ونتيجة لذلك، كثيرا ما يعاني الطلاب في مرحلة ما بعد الثانوية من زيادة في مستوى الإجهاد العام الذي يعانون منه، ويضاعف من ذلك انخفاض النظرة إلى نوعية حياتهم. ومع كون الإجهاد جانباً شائعاً من جوانب التجارب الأكاديمية للطلاب، فقد أصبح الارتباط بين الإجهاد ونوعية الحياة المعرضة للخطر مجالاً للقلق المتزايد في مرحلة ما بعد التعليم الثانوي. وفي الدراسات التي أجريت مؤخرا، تبين أن الإجهاد يسهم في وضع استراتيجيات لمواجهة سوء السلوك لدى طلاب ما بعد المرحلة الثانوية، مما يمكن أن يزيد فيما بعد من خطر حدوث مضاعفات صحية سلبية في جميع أنحاء الكلية أو الجامعة
والمنافسة الأكاديمية مصدر رئيسي آخر للإجهاد في حياة طلاب ما بعد المرحلة الثانوية. وأفيد بأن مستويات عالية من القدرة التنافسية للزملاء ترتبط ارتباطاً إيجابياً بالاكتئاب والقلق لدى طلاب ما بعد المرحلة الثانوية. وعلاوة على ذلك، في حين أن المنافسة في البيئات الأكاديمية يمكن أن ينظر إليها في كثير من الأحيان على أنها حافز قوي للطلاب، فإن الأدلة العامة تشير إلى أنها يمكن أيضا أن تسهم في مستويات غير صحية من الإجهاد في الفرد.تر لدى الفرد.
تعلم كيفية تطوير استراتيجيات فعالة لإدارة الإجهاد الشخصي في بيئة أكاديمية يمكن أن يساعد بالتالي في حماية المرء من خطر الإصابة بمضاعفات صحية في مرحلة ما بعد الثانوية. اليوجا، وتقنيات التنفس، وتدخلات اليقظة الذهنية كلها ممارسات ثبت أنها تقلل التوتر بين طلاب الجامعات. على وجه التحديد، تم إثبات أن الكورتيزول في الطلاب الذين ينخرطون في التقنيات القائمة على الإدراك والسلوك يقلل بعد التدخل. علاوة على ذلك، تشير الدراسات إلى أن التمارين والنشاط البدني قد يكون لهما تأثير وقائي ضد الإجهاد لدى طلاب ما بعد المرحلة الثانوية.
الضائقة الشخصية، بما في ذلك المخاوف المتصورة المتعلقة بصورة الجسد واحترام الذات، شائعة في مرحلة المراهقة. علاوة على ذلك، ارتبطت صورة الجسم غير الصحية بعدد من المضاعفات الصحية السلبية، لا سيما الاكتئاب وسلوكيات الأكل المضطربة. لذلك أصبحت مؤسسات التعليم ما بعد الثانوي معترف بها على نطاق واسع كأرضية مثالية لتنفيذ التدخلات الصحية القائمة على الأدلة التي توفر للطلاب الفرصة لإدارة وتحسين صورتهم الذاتية الشاملة.
يعتبر الضغط المالي أيضًا عبئًا كبيرًا على صحة الطلاب، حيث يستخدم المصطلح الأكاديمي إنفاق الموارد المالية «دون ضمانات بعائد مرض». في تقرير صدر عام 2019 عن College Board حول «الاتجاهات في تسعير الكلية»، كان متوسط الرسوم الدراسية للطلاب بدوام كامل الملتحقين بمؤسسة ما بعد الثانوية لمدة أربع سنوات في العام الدراسي 2019-2020 حوالي 12,700 دولار. مع نمو تكاليف التعليم ما بعد الثانوي بشكل كبير خلال العقد الماضي، يختار العديد من الطلاب الحصول على قروض طلابية لدعم تعليمهم. كمصدر مهم للإجهاد، تم ربط ديون الطلاب وعدم الاستقرار المالي بالنتائج الصحية العامة السيئة وارتفاع معدلات أعراض الاكتئاب لدى الشباب. كما ارتبط الدين بزيادة تعاطي المخدرات والكحول.
المعدل المتزايد للإجهاد الملحوظ في مرحلة ما بعد المرحلة الثانوية الضوء على الحاجة إلى خدمات الصحة العقلية والإرشاد في جميع أنحاء حرم الجامعات والكليات.   وفقًا لجمعية علم النفس الأمريكية (APA)، كان هناك ارتفاع بنسبة 30 ٪ في عدد الطلاب الذين يبحثون عن خدمات الرعاية الصحية النفسية في الجامعات الأمريكية بين العام الدراسي 2009-2010 و 2014-2015، حيث يسعى 61 ٪ من هؤلاء الطلاب للحصول على المشورة بشأن القلق، و 49 ٪ طلب الاستشارة للاكتئاب، 45٪ يطلبون الاستشارة للتوتر، و 28٪ يطلبون الاستشارة للمخاوف المتعلقة بالأداء الأكاديمي.

### مرض عقلي
المراهقون المتأخرون والبلوغ المبكر هو بداية للعديد من الأمراض النفسية والاجتماعية والسلوكية. لذلك، غالبًا ما يتم تشخيص اضطرابات الصحة العقلية لأول مرة عند طلاب الجامعات. في دراسة استقصائية شملت 14000 طالب جامعي من 8 دول مختلفة، وجد الباحثون أن ما يقرب من 35٪ من الطلاب يعانون من أمراض نفسية غير مشخصة. يُقدَّر أن 75٪ من جميع الاضطرابات النفسية على مدى الحياة تتطور عند بلوغ سن 24 عامًا. تشمل مشاكل الصحة العقلية الشائعة بين طلاب الجامعات اضطرابات القلق والاكتئاب واضطراب فرط الحركة ونقص الانتباه واضطرابات النوم والانتحار.

#### الاكتئاب
يؤثر اضطراب الاكتئاب الشديد على أكثر من 16.1 مليون أمريكي فوق سن 18 عامًا في عام معين. يمكن أن تعيق مشاكل الصحة العقلية نجاح الطالب في الكلية. ومع ذلك، في كثير من الأحيان لم يتم تشخيص طلاب الجامعات الذين يعانون من الاكتئاب. من الناحية الديموغرافية، يُعتبر الطلاب من الطبقة العليا وطلاب الجامعات وأولئك الذين يعيشون خارج الحرم الجامعي أكثر عرضة للإصابة بالاكتئاب. تشمل الاهتمامات الشائعة التي تؤدي إلى الاكتئاب بين طلاب الجامعات الضغط من أجل الأداء الأكاديمي الجيد، والمخاوف بشأن النجاح، والأفكار حول خطط ما بعد التخرج. تم إنشاء جمعية الكليات الصحية الأمريكية للطلاب المصابين بالاكتئاب لتوفير الموارد والبرامج والإرشادات وتعزيز خدمات الصحة العقلية.
يمكن لطلاب الكلية تجربة إجهاد وقلق كبير من الاضطرار إلى تحقيق التوازن بين العديد من المسؤوليات مثل إدارة الدورات الدراسية الصارمة، والمشاركة في الأنشطة اللامنهجية، والحفاظ على العلاقات، والعمل، وإدارة الشؤون المالية. يمكن أن يسبب القلق أو القلق المفرط ضعفًا كبيرًا في الأداء العام. تشمل أعراض اضطراب القلق العام الأرق وصعوبة التركيز والتهيج والتعب واضطرابات النوم. في استطلاع عام 2018، أفادت جامعة أمريكية أن 63.4٪ من طلاب الجامعات عانوا من قلق شديد و 22.1٪ تم تشخيصهم أو علاجهم بشكل احترافي خلال الـ 12 شهرًا الماضية. قد يعاني الطلاب أيضًا من اضطراب القلق الاجتماعي الذي يتميز بالقلق الشديد أو الخوف من الحكم أو الإحراج في المواقف الاجتماعية مثل الاجتماع أو التحدث مع أشخاص جدد والخطابة وحضور الحفلات أو التجمعات الاجتماعية. الطلاب الذين عانوا من أحداث صادمة كبيرة مثل الاعتداء الجنسي قد يصابون باضطراب ما بعد الصدمة. في عام 2015، أجرى اتحاد الجامعات الأمريكية دراسة استقصائية حول سوء سلوك الاعتداء الجنسي في الكليات. أفاد 11.7٪ من الطلاب أنهم تعرضوا لاختراق غير رضائي أو لمس جنسي عن طريق القوة البدنية أو العجز أثناء الدراسة في الكلية 
النوم مهم لصحة الشخص الجسدية والعقلية، وعادة ما لا يحصل الطالب الجامعي العادي على القدرالمحدد به من النوم. لم يعد الآباء في الجوار لفرض وقت النوم فحسب، بل هناك أيضًا عدد كبير من الفصول الدراسية، والحفلات، والمناهج الدراسية، وغيرها من الأحداث التي تجعل كل يوم يبدو مختلفًا عن اليوم التالي. بسبب الجداول الزمنية المتغيرة، يصعب على الطالب الجامعي وضع روتين للنوم، ويمكن أن يزيد من خطر الإصابة باضطراب النوم.
اضطراب النوم هو اضطراب يتسبب في أن يكون لدى الشخص نمط نوم غير طبيعي. يمكن أن يتطور إلى مشاكل صحية أخرى إذا لم يعالج. بعض اضطرابات النوم الشائعة هي الأرق وانقطاع النفس النومي ومتلازمة تململ الساق والخدار. يمكن أن تكون بعض هذه الحالات ناتجة عن مشاكل صحية أساسية مثل الاكتئاب والقلق واضطرابات الهلع. تشمل الأعراض الشائعة النعاس المفرط أثناء النهار، وصعوبة النوم، والاستيقاظ في منتصف الليل، والصعوبة في النوم أو الاستمرار في النوم.

#### اضطراب فرط الحركة
ينتشر اضطراب فرط الحركة ونقص الانتباه في حوالي 2-8٪ من الطلاب في الولايات المتحدة، و 25٪ من الطلاب ذوي الإعاقة. تشير العديد من الدراسات إلى ارتفاع معدل تعاطي الكحول والمواد المخدرة لدى الطلاب المصابين باضطراب فرط الحركة ونقص الانتباه. من الجدير بالذكر أن الطلاب المصابين باضطراب فرط الحركة ونقص الانتباه الذين تناولوا الأدوية المنشطة لديهم عادات شرب أكثر إشكالية من أولئك الذين لم يتناولوا الأدوية المنشطة.
هناك انتشار واسع لإساءة استخدام المنشطات الطبية بين الجامعات في الولايات المتحدة. يتزايد استخدام المنشطات لدى الطلاب غير المصابين باضطراب فرط الحركة ونقص الانتباه، وذلك بشكل أساسي من أجل التحسينات المعرفية والأكاديمية. هناك العديد من المفاهيم الخاطئة التي تحث الطلاب على استخدام أديرال كـ «معززات للأداء»، إلا أن الأدلة العلمية توضح وجود ارتباط سلبي بين استخدام المنبهات والأداء الأكاديمي. هناك آثار صحية سلبية محتملة قد تسببها المنشطات غير الموصوفة، مثل ارتفاع ضغط الدم، والبارانويا، والآثار السلبية الخطيرة على القلب والأوعية الدموية، والموت المفاجئ، وهو ما يبرره وجود صندوق أسود للتحذير من أدوية الأمفيتامين. 

#### اضطرابات الاكل
اضطرابات الأكل هي حالات نفسية تتميز بعادات غذائية غير طبيعية وخطيرة. توجد عدة أنواع، وأكثرها شيوعًا هو فقدان الشهية العصبي، والشره المرضي العصبي، واضطراب نهم الطعام.  يحدث فقدان الشهية العصبي عندما يعتبر الأفراد أنفسهم يعانون من زيادة الوزن على الرغم من كونهم يعانون من نقص الوزن بشكل مثير للقلق. سيراقب الأفراد وزنهم عن طريق تقييد استهلاك السعرات الحرارية وبعض الأطعمة، ويطورون هوسًا بصورة أجسامهم. يتميز الشره المرضي العصبي بتكرار نوبات الأكل بنهم تتبعها سلوكيات تعويضية جذرية بما في ذلك الصيام والقيء المستحث ذاتيًا وتعاطي المسهلات ومدرات البول و / أو الإفراط في ممارسة الرياضة البدنية. على غرار الشره المرضي العصبي، فإن الأفراد الذين يعانون من اضطراب الأكل بنهم يستهلكون كميات كبيرة من الطعام في فترة زمنية قصيرة، لكنهم لن ينخرطوا في سلوكيات تعويضية.